# La Garde (Var)
La Garde is een gemeente in het Franse departement Var (regio Provence-Alpes-Côte d'Azur). De plaats maakt deel uit van het arrondissement Toulon. La Garde telde op 1 januari 2022 26.316 inwoners.

## Geschiedenis
La Garde had in het verleden meermaals te lijden onder haar ligging nabij Toulon. Het dorp leed zware schade bij de belegering van Toulon in 1707 (hierbij werd het oude stadhuis zwaar beschadigd) en op nieuw in 1793.
Het oude centrum ligt op een rots en had in de middeleeuwen een stadsmuur. Daar stond al voor de 12e eeuw een feodaal kasteel dat bewoond werd door de heren van La Garde tot 1792. Van het oude kasteel, Château du Rocher, resten er enkel een toren en wat muurresten. De kasteeltoren bleef bewaard omdat die vanaf 1820 gebruikt werd als windmolen. Op de rots staat ook de oude kerk Notre-Dame uit de 12e eeuw. Deze laatromaanse kerk werd sterk beschadigd in 1793 bij de belegering van Toulon. In 1916 werd de ruïne beschermd als historisch monument.
Tegen de 15e eeuw was de bevolking van La Garde zo gegroeid dat een tweede stadsmuur werd gebouwd. Het ging om een eenvoudige muur van 865 m lengte die niet versterkt was.

## Geografie
De oppervlakte van La Garde bedroeg op 1 januari 2022 15,54 vierkante kilometer; de bevolkingsdichtheid was toen 1.693,4 inwoners per km².
De gemeente strekt zich uit van de heuvel Mont Coudon tot de Middellandse Zee. De gemeente heeft een kustlijn van ongeveer 3 km. Daar bevinden zich een strand, plage de Magaud, en de kleine vissershaven San Peyre.
De onderstaande kaart toont de ligging van La Garde met de belangrijkste infrastructuur en aangrenzende gemeenten.

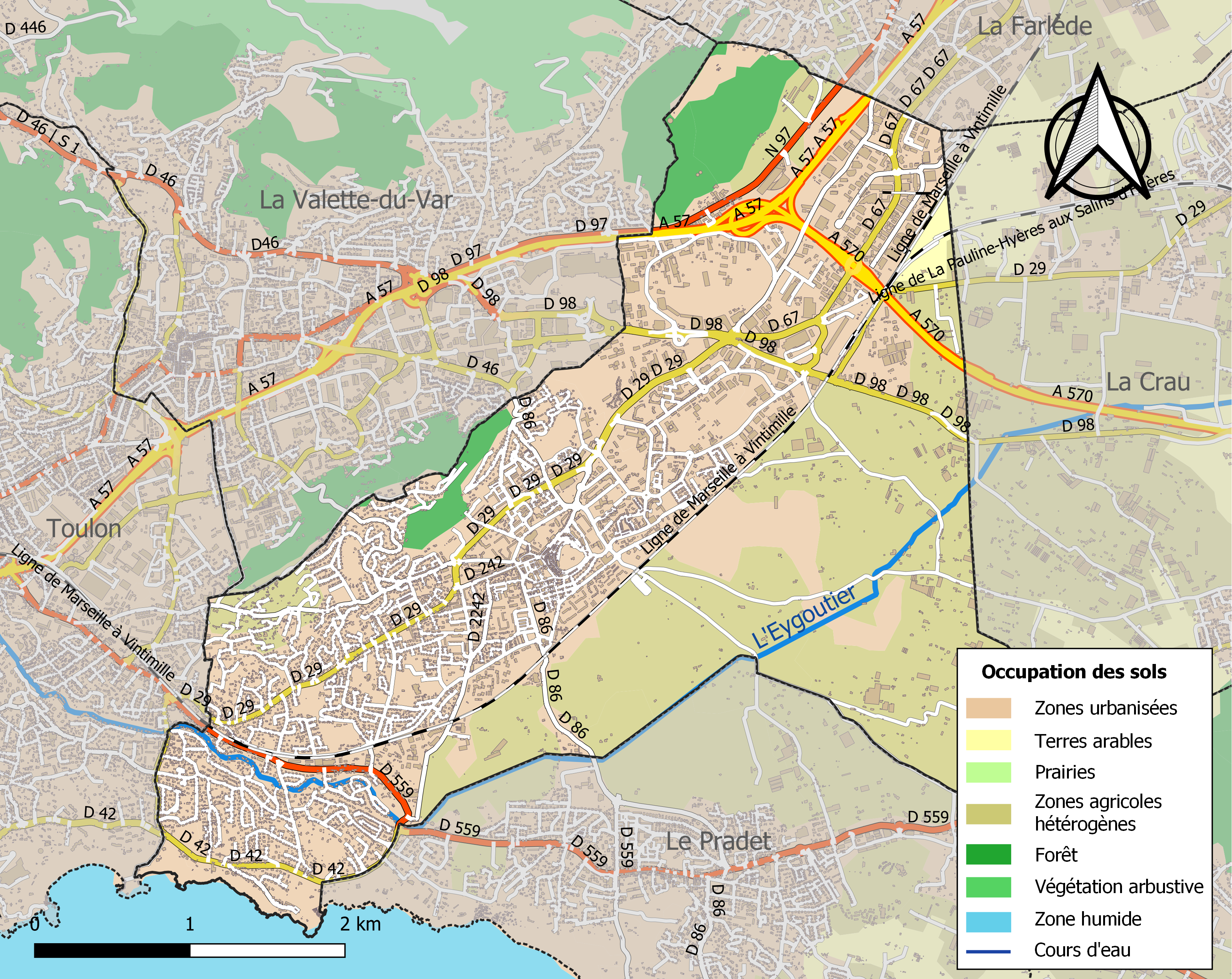

## Verkeer en vervoer
In de gemeente ligt spoorwegstation La Pauline-Hyères. De autowegen A57 en A570 lopen door de gemeente.

## Demografie
Onderstaande figuur toont het verloop van het inwonertal (bron: INSEE-tellingen).